# 叶调
葉調（羅馬化：Yavadvīpa)，又譯斯调、耶婆提，一名閻摩那洲（Yamanadvīpa），位於今天的爪哇島，一說蘇門答臘，或兼指爪哇、蘇門答臘二岛。
史載，漢顺帝永建六年（131年）時，叶调国曾遣使東漢。
此外，比丘法顯在古都阿㝹羅陀城到處參學後，於東晉義熙八年（412年）帶了多部梵本典籍从狮子国取海路回國，途中遇風暴，曾在耶婆提國登陆。“其国外道，婆罗门兴盛，佛法不足言”。法顯停留五天后，搭商船到广州。